# Auguste Metgé
Auguste Metgé (Sorèze, 6 agosto 1883 – Sorèze, 1970) è stato un ebanista e scultore francese.

## Biografia
Erede di una famiglia di falegnami attiva sin dal 1754, Augusto Metgé frequentò il corso di scultura presso l'Ecole des Beaux-Arts di Tolosa, tra il 1899 e il 1903, ove si distinse vincendo una borsa di studio che gli permise di continuare i suoi studi artistici. Terminati gli studi tornò a Sorèze per lavorare presso il laboratorio di falegnameria paterno, rilanciandolo con il nome di “Vert-Vert”, specializzandosi ben presto nella produzione di mobili d’arte da lui disegnati e firmati a fuoco.
Parallelamente, continuando a coltivare il suo interesse per la scultura ed il disegno, nel 1910 poté esporre a Parigi le sue sculture e dipinti presso il prestigioso Salon des artistes français organizzato dalla Société des Artistes Français.
Per la sua riconosciuta esperienza opererà, oltre che nella natia Soréze, a Tolosa, Montpellier, Marsiglia, Lilla ed a Parigi, ove lavorerà in collaborazione con il designer Georg Jansen.
Ferito durante la Grande Guerra e segnato da quella esperienza, Metgé si ritirò gradualmente dalla attività creativa, dedicandosi ad essa solo per opere particolari in ambito scultoreo , tra cui il monumento ai caduti di Sorèze e Durfort ed il Cristo per l'abbazia benedettina di En Calcat (Tarn), ed insegnando il mestiere presso il liceo di Revel fino al 1929.
Fu nominato membro della giuria del concorso nazionale tri/quadriennale “Meilleur Ouvrier de France” che assegnava tale riconoscimento ad ognuno dei vari mestieri rappresentati, a lui stesso già precedentemente conferito nella sua categoria. Nel secondo dopoguerra fu insignito del titolo di cavaliere dell’Ordre du Mérite artisanal.
Il lavoratorio di ebanisteria della famiglia Metgé è tutt’oggi attivo, intitolato a nome degli eredi Prom.

## Il suo stile
Metgé, fedele all'idea del mobile d'arte, curava personalmente le opere create su suo disegno, di cui controllava la perfetta realizzazione, l’ebanisteria e l'intaglio, mentre la moglie si occupava dell'esecuzione degli intarsi.
Nella sua visione il lavoro di ebanista era nobile come la scultura, rifiutando di stabilire una gerarchia tra le arti, per cui un oggetto di arredamento ben fatto era da considerarsi un'opera d'arte.
I mobili del suo atelier erano, per volontà di Metgé, di alta qualità costruttiva e di stile conforme alla tradizione, rifiutando egli i contenuti dell'arte moderna in una sorta di accanito accademismo, pur se numerosi suoi mobili esprimono riferimenti al gusto art nouveau.